# Anochetus siphneus
Anochetus siphneus är en myrart som beskrevs av Brown 1978. Anochetus siphneus ingår i släktet Anochetus och familjen myror. Inga underarter finns listade i Catalogue of Life.